# Рейново
Рейново — упразднённая железнодорожная станция (тип населённого пункта) в Сковородинском районе Амурской области России. На момент упразднения входила в состав Джалиндинского сельсовета. В 1984 году включена в состав села Джалинда и исключена из учётных данных.

## География
Располагалась на правом берегу реки Большой Невер, у одноимённой железнодорожной станции Забайкальской железной дороги.

## Этимология
Станция получила название по прежнему названию села Джалинда.

## История
Станция Рейнова основана в 1914 году при строительстве железнодорожной линии «Рухлово — Рейново» Забайкальской железной дороги.
Решением Амурского исполкома от 29 августа 1984 года № 380, в связи с расширением и дальнейшей застройкой села Джалинда и железнодорожной станции Рейново Джалиндинского сельсовета Сковородинского района и слиянием их в один населённый пункт, железнодорожная станция Рейново исключина из учётных данных населённый пункт..